# LaMia

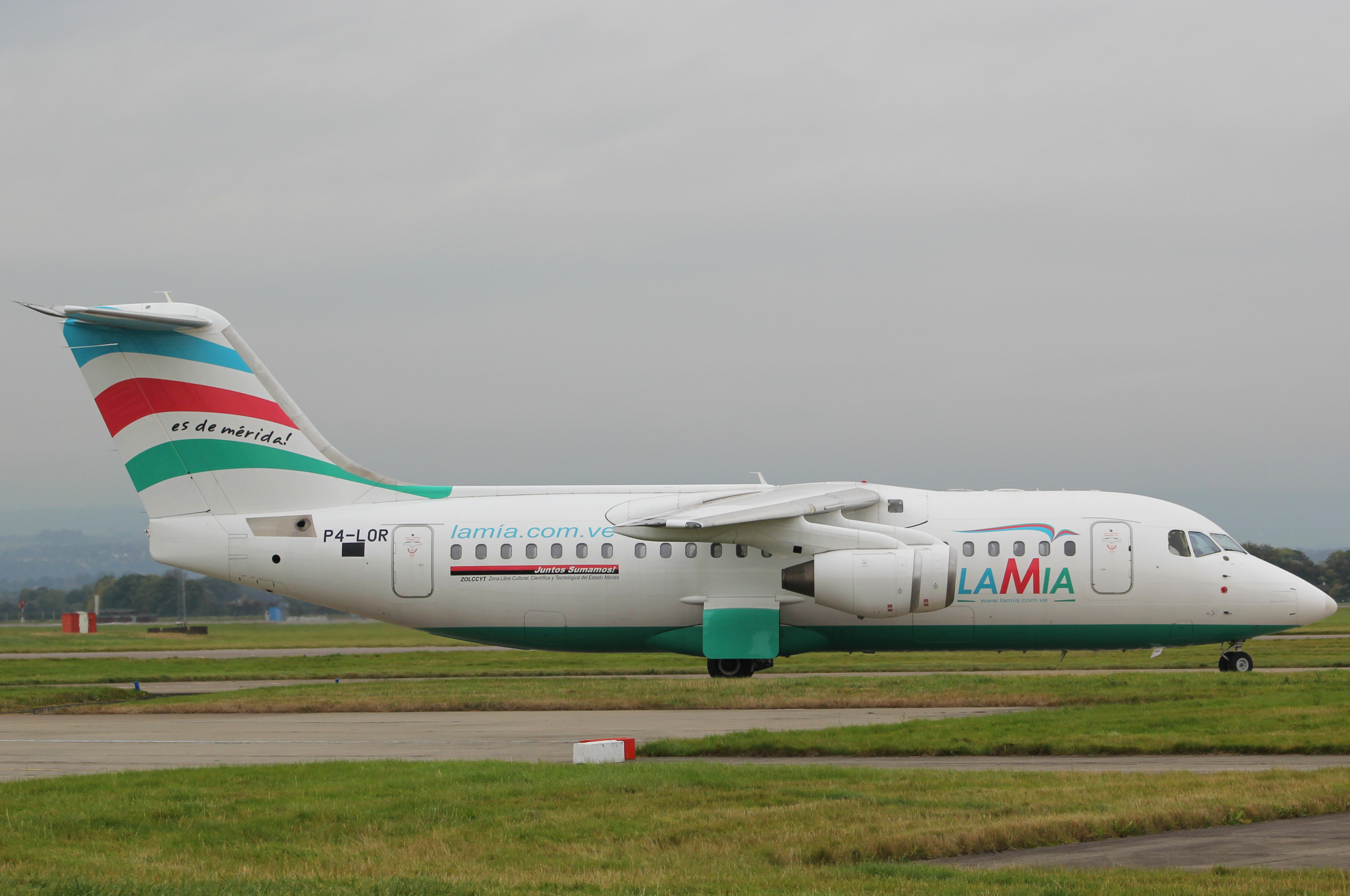
LaMia AVRO RJ-85

LaMia was een luchtvaartmaatschappij uit Bolivia. Het bedrijf werd opgericht in 2015. Een jaar later verongelukte LaMia Airlines-vlucht 2933 waarbij 71 inzittenden om het leven kwamen, waaronder tal van spelers van de Braziliaanse voetbalclub Associação Chapecoense de Futebol. Hierop werd de luchtvaartlicentie van LaMia ingetrokken.